# Rådene socken
Rådene socken i Västergötland ingick i Gudhems härad och är sedan 1971 en del av Skövde kommun, från 2016 inom Sjogerstad-Rådene distrikt.
Socknens areal är 14,60 kvadratkilometer varav 14,45 land. År 1951 fanns här 184 invånare.  Som sockenkyrka används före 1866 Rådene kyrka, därefter Sjogerstads kyrka, gemensam med Sjogerstads socken och ligger i den socknen.

## Administrativ historik
Socknen har medeltida ursprung. 
Vid kommunreformen 1862 övergick socknens ansvar för de kyrkliga frågorna till Rådene församling och för de borgerliga frågorna bildades Rådene landskommun. Landskommunen uppgick 1952 i Skultorps landskommun som 1971 uppgick i Skövde kommun. Församlingen uppgick 1992 i Sjogerstad-Rådene församling som 2010 uppgick i Skultorps församling.
1 januari 2016 inrättades distriktet Sjogerstad-Rådene, med samma omfattning som Sjogerstad-Rådene distrikt församling hade 1999/2000 och fick 1992, och vari detta sockenområde ingår.
Socknen har tillhört län, fögderier, tingslag och domsagor enligt vad som beskrivs i artikeln Gudhems härad. De indelta soldaterna tillhörde Skaraborgs regemente Livkompaniet och Västgöta regemente, Gudhems kompani.

## Geografi
Rådene socken ligger sydväst om Skövde med Billingen i nordväst. Socknen är en odlingsbygd.

## Fornlämningar
Från järnåldern finns gravar. På kyrkogården finns en runristning från 1200-talet.

## Namnet
Namnet skrevs 1259 Rothene och kommer från kyrkbyn. Efterleden är vin, 'betesplats, äng'. Förleden har oklar tolkning.